# Curt Lucas

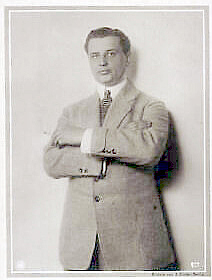
Curt Lucas um 1920

Curt Lucas (* 20. Januar 1888 in Golzow; † 12. September 1960 in Berlin-Wilmersdorf, vereinzelt auch als Kurt Lucas geführt) war ein deutscher Schauspieler.

## Leben
Curt Lucas besuchte das Domgymnasiums in Naumburg. Er begann 1906 seine Theaterlaufbahn mit ersten Rollen. Engagements führten ihn zunächst unter anderem an das Landestheater in Oldenburg
und das Landestheater in Braunschweig. Später folgten ab 1926 in Berlin die Reinhardt-Bühnen und das Preußische Staatstheater. Am Staatstheater verkörperte er ab 1933 viele Charakterrollen. Darunter befanden sich unter der Intendanz von Gustaf Gründgens Lord Caversham in Oscar Wildes Komödie Ein idealer Gatte (1936) und der Theaterdirektor in Sechs Personen suchen einen Autor von Luigi Pirandello (1937). Weitere Stationen in Berlin waren von 1945 bis 1951 das Hebbel-Theater und ab 1955 das Theater am Kurfürstendamm. Dort konnte er im Jahr 1956 sein 50-jähriges Bühnenjubiläum feiern.
Curt Lucas begann seine Filmlaufbahn im Jahr 1920 als Darsteller in dem Stummfilm Wie das Schicksal spielt von Paul von Woringen. Ab 1932 wirkte er in zahlreichen Filmproduktionen überwiegend in Nebenrollen mit. Darunter befanden sich 1934 der Science-Fiction-Film Gold von Karl Hartl mit Hans Albers und Brigitte Helm und 1942 der Kriminalfilm Die Sache mit Styx von Karl Anton mit Laura Solari, Viktor de Kowa und Will Dohm.
Im Jahr 1941 stellte er in dem nationalsozialistischen Propagandafilm Ich klage an, der heute als Vorbehaltsfilm nur noch unter strengen Voraussetzungen aufgeführt werden kann, einen Sanitätsrat dar.
Curt Lucas befand sich zudem als wichtiger Künstler des nationalsozialistischen Regimes auf der Gottbegnadeten-Liste von Reichspropagandaminister Goebbels.
In den 1950er Jahren konnte man Curt Lucas wieder in einigen Unterhaltungsfilmen und Fernsehproduktionen sehen.
Bereits 1925 begann er Tätigkeiten für den Hörfunk und wirkte in einer Adaption von Heinrich von Kleists Der zerbrochne Krug der Funk-Stunde Berlin unter der Regie von Alfred Braun mit. Lucas war auch vereinzelt als Synchronsprecher tätig.
Curt Lucas verstarb 1960 nach längerer Krankheit in Berlin-Wilmersdorf.

## Filmografie (Auswahl)
- 1920: Wie das Schicksal spielt
- 1921: Glasprinzessin (Kurzfilm)
- 1932: Schuß im Morgengrauen
- 1933: Eine Tür geht auf
- 1934: Gold
- 1934: Herr Kobin geht auf Abenteuer
- 1935: Liebeslied
- 1936: August der Starke
- 1936: Arzt aus Leidenschaft
- 1936: Moral
- 1937: Truxa
- 1937: Die gläserne Kugel
- 1937: Unter Ausschluß der Öffentlichkeit
- 1938: Mit versiegelter Order
- 1938: Rote Orchideen
- 1939: Ich verweigere die Aussage
- 1940: Der Fuchs von Glenarvon
- 1941: Das himmelblaue Abendkleid
- 1941: Ich klage an
- 1942: Die Sache mit Styx
- 1945: Das Leben geht weiter
- 1952: Mein Herz darfst Du nicht fragen
- 1953: Briefträger Müller
- 1955: Premiere im Metropol (Fernsehfilm)
- 1955: Ich war ein häßliches Mädchen
- 1956: Ein Mädchen aus Flandern
- 1956: Liane, das Mädchen aus dem Urwald
- 1957: Mitternacht (Fernsehfilm)
- 1957: Mazurka der Liebe
- 1959: Der König ist tot (Fernsehfilm)